# آلیسون سودول
آلیسون لورن سودول (به انگلیسی: Alison Loren Sudol) (زادهٔ ۲۳ دسامبر ۱۹۸۴) که با نام هنری یک شوریدگی کامل (به انگلیسی: A Fine Frenzy) نیز شناخته می‌شود، خواننده و ترانه‌سرای سبک آلترنتیو، پیانیست، بازیگر اهل آمریکا و سفیر حسن نیت اتحادیه بین‌المللی حفاظت از طبیعت (IUCN) است. اولین آلبوم او با نام سلولی در دریادر سال ۲۰۰۷ منتشر شد و به دنبال آن در سال ۲۰۰۹ بمب در قفس پرنده منتشر شد. ترانه‌های سودول در ایالات متحده آمریکا و آلمان، اتریش، سوئیس، لهستان، فرانسه و کشورهای دیگر فروش بسیاری کرده و تا اکتبر ۲۰۱۲ آلبوم‌های او بیش از ۶۵۰٫۰۰۰ فروش داشته‌اند. همچنین آهنگ‌های او در تعداد زیادی از سریال‌های تلویزیونی و خصوصاً در چند [فیلم سینمایی] استفاده شده‌اند. آخرین آلبوم سودول با نام پاینز در ۹ اکتبر ۲۰۱۲ منتشر شد.
نام هنری او، «یک شوریدگی کامل» برگرفته از جمله‌ای در پردهٔ پنجم صحنهٔ اول نمایشنامهٔ رؤیای شب نیمه تابستان اثر ویلیام شکسپیر است.

## آثار

### آلبوم‌ها
- سلولی در دریا (۲۰۰۷)، ویرجین رکوردز، اتریش، سوئیس، آلمان، لهستان، آمریکا
- بمب در قفس پرنده (۲۰۰۹)، ویرجین رکوردز
- اجرای زنده‌ی یک شوریدگی کامل در هاوس آو بلوز شیکاگو (۲۰۰۹)، (اختصاصی آی‌تیونز) ویرجین رکوردز
- پاینز (۹ اکتبر ۲۰۱۲)[۶] ویرجین رکوردز

### تک‌آهنگ‌ها
- «تقریباً عاشق» (۲۰۰۷)، آلمان، سویس، اتریش، اسلوونی، لهستان، لیتوانی
- «جنگل‌بانان» (۲۰۰۷)
- «زودباش، بیا بیرون» (۲۰۰۷)، لهستان
- «شکست» (۲۰۰۹)، بین‌المللی
- «خوشحال‌تر» (۲۰۰۹)، بین‌المللی
- «پیچش برقی» (۲۰۱۰)، بین‌المللی
- «حالا شروع کار است» (۲۰۱۲)

## فیلم‌شناسی
| سال  | عنوان                                | نقش            |
| ---- | ------------------------------------ | -------------- |
| ۱۹۹۷ | در اینجا یک روز دیگر می‌میرد          | دختر شماره یک  |
| ۲۰۰۲ | خاکستری مابین                        | ۲۱ساله         |
| ۲۰۰۴ | چکمه سیاه کوچک                       | خواننده        |
| ۲۰۰۷ | سی‌اس‌آی: نیویورک                      | نوا کنت        |
| ۲۰۱۲ | داستان پاینز                         | پاینز          |
| ۲۰۱۴ | کودکان مردم دیگر                     | وینتر          |
| ۲۰۱۴ | پدر دگرجنس‌گونه                       | کایا           |
| ۲۰۱۵ | کشف حقیقت                            | اما ویلسون     |
| ۲۰۱۶ | جانوران شگفت‌انگیز و زیستگاه آن‌ها     | کویینی گلدستین |
| ۲۰۱۶ | میان ما                              | نادیا          |
| ۲۰۱۸ | جانوران شگفت‌انگیز: جنایات گریندل‌والد | کویینی گلدستین |
| ۲۰۱۹ | منتهای حد کمال                       |                |
| ۲۰۲۲ | جانوران شگفت‌انگیز: اسرار دامبلدور    | کویینی گلدستین |